# Dinastia Goryeo
Dinastia Goryeo/Koryo, sau regatul Goryeo (918-1392) a fost un stat suveran coreean fondat în anul 918 de către împăratul Taejo. A realizat unirea celor Trei regate târzii ale Coreei: Shilla, Hubaekje (Baekje târziu) și Hugoguryeo (Goguryeo târziu) în 936. A condus mare parte din Coreea până în 1392 când a fost înlocuit de dinastia Joseon. Goryeo și-a extins teritoriile până aproape de orașul Wonsan de astăzi spre nord-est (936-943) și până la râul Amnok (993) și mai târziu pe aproape toată întinderea peninsulei (1374).

## Date generale
Două din cele mai impresionante artefacte ale dinastiei Goryeo sunt ceramica de Goryeo și Tripitaka coreeană, scripturile budiste cioplite în 80.000 de tăblițe de lemn, aflate astăzi la templul Haeinsa.
În 668, Shilla a cucerit Baekje și Goguryeo cu ajutorul dinastiei Tang, dar pe la sfârșitul secolului IX a început să se clatine, monarhii săi erau tot mai lipsiți de imaginație și presați de puterea oamenilor de stat. Au apărut mulți hoți și haiduci, iar în anul 900, Gyeon Hwon (regele și fondatorul Hubaekje) s-a revoltat împotriva controlului Shillei și a fondat Hubaekje. În anul următor, Gung Ye (regele Hugoguryeo) s-a revoltat și a creat Hugoguryeo. Fiul unui lord regional, Wang Geon a mers în Hugoguryeo ca general.
Hugoguryeo a s-a prăbușit când Wang Geon (Taejo) s-a revoltat și l-a ucis pe Gung Ye în 918, fondând regatul Goryeo, iar Shilla aflată în declin era prea slabă să lupte cu Goryeo și Hubaekje, și s-a predat în fața Goryeo în 935. În 936 s-a predat și Hubaekje iar Goryeo a început era unei dinastii care avea să conducă Coreea timp de 474 de ani.
Până prin secolul 14, Goryeo a început să se clatine în fața dinastiei mongole Yuan, căreia îi era stat vasal și îi plătea tribut. Chiar și regii Goryeo erau nevoiți să devină ostatici politici în Yuan înainte de a putea urca pe tron. Regele Gongmin (al 31-lea) a fost cel care a reușit să elibereze regatul de sub influența mongolă.
Dinastia Goryeo și-a cunoscut sfârșitul în 1392, când generalul Yi Seong Gye (Taejo al Joseonului) s-a revoltat și l-a detronat pe ultimul rege al Goryeo, Gongyang, care a fost ucis doi ani mai târziu. Așa a început era înfloritoare a dinastiei Joseon.
Numele Goryeo a fost derivat din Goguryeo, unul din cele trei regate timpurii ale Coreei, care și-a schimbat denumirea în Goryeo în timpul domniei regelui Jangsu (al 20-lea rege). Numele de astăzi al țării, Coreea, provine din numele Goryeo sau Koryo.
Capitala regatului Goryeo a fost Gaegyeong, orașul Kaesong de astăzi.

## Istoria regatului

### Contextul istoric
Shilla, care reușise o unificare incompletă a celor trei regate în 668, a început să slăbească și a pierdut controlul asupra lorzilor locali la sfârșitul secolului 9. Țara a intrat într-o perioadă de războaie civile și rebeliuni, conduse de Gung Ye și Gyeon Hwon. Gung Ye a fondat Hugoguryeo sau Taebong iar Gyeon Hwon a fondat Hubaekje. Împreună cu Shilla aflată în declin, cele trei sunt cunoscute ca Cele trei regate târzii.

### Fondatorul

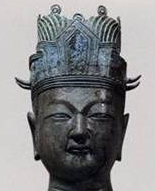
Wang Geon

Wang Geon, descendentul unei familii de comercianți din Songdo (Kaesong) s-a alăturat Hugoguryeo dar l-a detronat pe Gung Ye stabilind dinastia și regatul Goryeo. Goryeo a adoptat o atitudine prietenoasă față de Shilla și ostilă față de Hubaekje, dar în 927 Goryeo a fost înfrântă de Hubaekje în zona Taegu. Wang Geon și-a pierdut cei mai buni suporteri în luptă. Timp de trei ani după această bătălie, Hubaekje a dominat cele trei regate târzii, dar după o înfrângere la Andong în 930 și-a pierdut puterea.
Era celor trei regate târzii s-a încheiat odată cu anexarea Shillei de către Goryeo în 935 și înfrângerea Hubaekje în 936. Wang Geon a mutat capitala în orașul său natal, Songdo și a condus Peninsula Coreeană ca primul împărat al Goryeo. El s-a însurat cu o fiică a familiei regale a Shillei și le-a permis nobililor să-și păstreze pământurile.
Wang Geon (877-943), fondatorul Goryeo

### Structura politică a regatului
Terminologia folosită la curtea regală era asemenea unui imperiu, și nu unui regat. Capitala, numită atunci Gaegyeong (개경) era denumită capitala imperială, iar palatele erau numite palate imperiale. Poporul folosea un sistem de capitale multiple, Gaegyeong(Kaesong de azi) era capitala principală, iar Seogyeong(Pyeongyang de azi), Namgyeong(Seulul de azi) și Donggyeong(Gyeongju de azi) erau capitalele secundare.
Printre termenii regali utilizați erau: “Maiestatea Imperială”( 폐하), “Împărăteasa” ( 황후), “Prinț moștenitor imperial”( 태자) sau “Împărăteasă-mamă”( 태후). Toți acești termeni indică faptul că Goryeo era condus ca un imperiu.
După invaziile mongole, toți acești termeni au fost interziși de către conducătorii mongoli, iar monarhii Goryeo erau nevoiți să adauge caracterul 충 “Chung” care însemna loial, în numele postume. De aceea, regii de după Wonjong, și până la Gongmin au titulatura Chung în față. Cum puterea mongolilor a scăzut, regii nu au mai folosit Chung dar tot nu au putut să restaureze numele de templu pentru regi, pentru că Yuan era încă stat suveran Goryeo.

### Luptele politice
Casa Yi din Inju (인주 이씨) i-a însurat pe monarhii Goryeo, de la Munjong până la Injong, câștigând mai multă putere decât regele însuși. Acest lucru a dus la o lovitură de stat dată de Yi Ja-gyeom în 1126, care a eșuat, dar puterea monarhiei a slăbit; Goryeo a suferit un război civil între nobili.
În 1135, nobilul Myo Cheong a sugerat mutarea capitalei la Seogyeong. Această propunere a divizat nobilii în două tabere, una condusă de Myo Cheong, care era în favoarea mutării capitalei și expansiunea spre Manchuria, iar alta condusă de Kim Bu-sik (autorul cronicii Samguk Sagi) care se opunea. Myo Cheong a eșuat în al convinge pe regele Injong și s-a răsculat împotriva guvernului, fiind în cele din urmă ucis.
În 1170, un grup de ofițeri înarmați conduși de Jeong Jung Bu, Yi Ui Bang și Yi Go a lansat o lovitură de stat care a fost un succes. Regele Uijong a fost exilat și pe tron a urcat regele Myeongjong.

## Invaziile mongole în Coreea, între anii 1231-1254

### Invaziile mongole
În 1231 mongolii aflați sub conducerea lui Ogedei Khan au invadat Goryeo ca parte a unei campanii generale de a cuceri China. Membrii curții regale au plecat în insula Kanghwa în 1232. Conducătorul armatei, Choe U a insistat ca regatul să riposteze dar acesta a rezistat timp de 30 de ani, după care a căzut la pace în 1259.
În tot acest răstimp, mongolii au dus mai multe campanii majore, în anii 1231, 1232, 1235, 1238, 1247 sau 1253 prin care au răvășit părți din provinciile Kyeongsang și Jeolla. Luptele au fost devastatoare pentru Goryeo, pierzându-se multe vieți omenești nevinovate și ducând la statutul de stat tributar față de dinastia Yuan.
Rezistența civililor a fost puternică, iar curtea imperială aflată în insula Kanghwa a încercat să întărească fortărețele. Câteva lupte au fost câștigate de regat dar valul dușmanilor era prea mare.
În 1236 regele Kojong (al 23-lea rege, în timpul domniei sale au început invaziile mongole) a ordonat refacerea Tripitaka Koreana care fusese distrusă în timpul invaziei din 1232. Această colecție de scripturi budiste a fost realizată în 15 ani, 80,000 de sculpturi în lemn, care au rezistat atâția ani, existând și în prezent.
Prin 1258, oficialii care au insistat asupra păcii cu mongolii câștigau tot mai multă putere și au trimis un convoi în Yuan, semnându-se un tratat de pace cu aceștia. Tratatul prevedea puterea suverană și păstrarea tradițiilor culturale ale Goryeo și implica renunțarea la controlul strict asupra regatului având în vedere că regatul se afla sub conducerea directă a imperiului. Provinciile nordice al regatului au fost anexate de imperiul mongol și incorporate în acesta.
Începând cu regele Wonjong (al 24-lea rege), Goryeo era stat tributar către imperiul Yuan. Goryeo a trimis 36 de misiuni tributare către Yuan în timpul domniei lui Kublai Khan (nepot al binecunoscutului Ginghis Khan). Dinastia Goryeo a supraviețuit sub aspra dominație până când regele Gongmin (al 31-lea rege, deja prezentat) a început să împingă înapoi garnizoanele mongole. Până în 1350, Goryeo s-a desprins de sub influența Yuan.

### Ultimele reforme
Când regele Gongmin a fost întronat Goryeo se afla încă sub influența imperiului mongol. A fost forțat să petreacă mulți ani la curtea imperială, fiind trimis acolo în 1341 ca prizonier înainte de a deveni rege (vedeți cazul prințului Youngpo din Jumong). Acolo s-a însurat cu prințesa mongola, care devenea regina Noguk. Dar pe la mijlocul secolului 14 dinastia Yuan începea să se clatine, fiind înlocuită în 1368 de dinastia Ming. Regele Gongmin a început eforturile de a reforma guvernul regatului său și de a îndepărta influența mongolă.
Primul său pas a fost să-i înlăture pe toți aristocrați pro-mongol. Apoi armata Goryeo a recuperat provinciile furate de mongoli cu ajutorul oficialului Yi Ja Chun și a fiului acestuia Yi Seong Gye (Taejo al Joseon).
După moartea reginei Noguk regele a devenit indiferent la politică și a căzut într-o adâncă depresie, încredințându-i sarcinile sale preotului budist Shin Don. Dar după 6 ani, Shin Don și-a pierdut poziția iar regele a fost asasinat de un tânăr.
Yeom Jesin (1304-1382), principalul oponent politic al lui Shin Don

## Căderea Goryeo
În 1388, regele U (fiul lui Gongmin cu o concubină) și generalul Choe Yeong au pus la cale o campanie de invadare a Liaoning. Regele l-a însărcinat pe generalul Yi Seong Gye cu campania dar acesta s-a oprit la graniță și s-a revoltat.
Goryeo a căzut în mâinile lui Yi Seong Gye care i-a asasinat pe ultimi trei regi ai regatului, a uzurpat tronul și a fondat dinastia Joseon în 1392.